# Змеев, Андрей Иванович
Андре́й Ива́нович Зме́ев (? — 21 декабря 1742, Ставрополь) — бригадир, первый комендант города Ставрополя (ныне Тольятти).

## Биография
Андрей Змеев — представитель старинного дворянского рода, известного в России ещё с 1500-х годов. Родился в Казанском царстве. Его предки были казанскими служилыми дворянами, владевшими селами Пелепелицыно и Городищи Казанского уезда
Поступил на военную службу, принимал участие в Азовских походах Петра I, а также в Северной войне. Кавалер боевых орденов Российской империи.
В 1725 году становится майором лейб-гвардии Преображенского полка. В 1736 году получает чин полковника.
В 1737 году получил назначение на должность коменданта заложенного на Волге города-крепости.
В 1741 году Андрей Змеев получил звание бригадира.
Умер в Ставрополе в 1742 году. Похоронен был в родовом имении в Рязанской губернии.
Был женат на Дарье Лаврентьевне Загоскиной (во втором браке за генерал-поручиком Фёдором Тимофеевичем Хомяковым). Её мать — дочь пленного шведского барона Александра фон Эссен, отец — представитель старинного дворянского рода Загоскиных. Детей не было.

## Деятельность на посту коменданта Ставрополя
Получив назначение в 1737 году вместе с супругой переезжает в строящийся город. Во многом именно благодаря мнению Змеева город и получил своё название Ставрополь (руководивший основанием города Василий Татищев предлагал название Епифания).
Андрей Змеев ещё во время строительства крепости добился разрешения на поселение русских крестьян вокруг города, чтобы калмыки, для которых и строился город, «к кошению сена и пашке хлеба, а потом и к поселению возымели охоту». Он же добился поселения в самом Ставрополе купцов из Казанской губернии для развития торговли.
В 1740 году стараниями Андрея Змеева в городе появилась русско-калмыцкая школа, для которой были присланы учителя, тогда же в городе появилась и первая больница.
Его жена, Дарья Лаврентьевна, считаясь второй дамой Ставрополя (после калмыцкой княгини Анны Тайшиной) всячески помогала мужу в его начинаниях. По свидетельствам современников «госпожа комендантша была барыня добрая и прекрасная». При её доме появился первый в городе фруктовый сад.